# Imma infima
Imma infima is een vlinder uit de familie Immidae. De wetenschappelijke naam van deze soort is voor het eerst geldig gepubliceerd in 1930 door Meyrick.
De soort komt voor in tropisch Afrika.